# Pit (concert)
Een pit is een gebied voor het podium bij rockconcerten waar men (meestal vriendschappelijk) met elkaar aan het "vechten" is (moshen). Pitten ontstaan meestal bij refreinen en bij stukken waar de muziek ruiger wordt. Ook de zanger kan het publiek aanzetten tot een pit. Er zijn verschillende soorten pitten, de gevaarlijkste variant is de wall of death. Een minder agressieve vorm van de moshpit is de circlepit.